# Ґеорґ Ратцинґер
Ґеорґ Ратцинґер АП (нім. Georg Ratzinger; 15 січня 1924, Пляйскірхен — 1 липня 2020, Регенсбург) — німецький католицький священник і музикант, відомий своєю роботою капельмейстером Регенсбурзької катедри і диригентом хору хлопчиків «Regensburger Domspatzen» («Регенсбурзькі горобчики»), старший брат 265-го папи римського Бенедикта XVI (Йозефа Ратцинґера). Його дядьком був німецький політик Ґеорґ Ратцинґер.

## Раннє життя та військова служба
Ґеорґ Ратцинґер народився у Пляйскірхен, Баварія у сім'ї Йозефа Ратцинґера, співробітника поліції, і Марії Ратцинґер. Його молодший брат Йозеф згодом став Папою Бенедиктом XVI (2005–2013), в родині також була сестра Марія. На початку свого життя він проявив музичний талант, грав на церковних органах вже в 11 років. У 1935 році Ґеорґ вступив до другорядної семінарії в Траунштейні, де отримав професійне музичне навчання. У 1941 році вперше зіткнувся з хором «Regensburger Domspatzen» (яким він пізніше керував), коли хор виступав у Зальцбурзі з нагоди 150-ї річниці від смерті Моцарта.
Влітку 1942 року Ґеорґа Ратцинґера призвали в Імперську службу праці для служби нацистській Німеччині у Другій світовій війні, й, тієї ж осені, до німецького вермахту. В 1944 році був поранений у бою в Італії. Наприкінці війни він був військовополоненим армії США в околицях Неаполя, але був звільнений і прибув додому в липні 1945 року.

## Освіта ти висвячення
У січні 1946 року він разом із братом Йозефом вступив до семінарії Мюнхенської архієпархії та Фрайзінга. У той же час він продовжував своє музичне навчання. Ґеорґ та Йозеф були висвячені на священників у 1951 році кардиналом Майклом фон Фолхабером. Потім Ґеорґ вивчав церковну музику в Мюнхені, виконуючи різні священничі функції для єпархії.

## Керівництво хором
Він закінчив навчання у 1957 році й став керівником хору в своїй домашній парафії у Траунштейні. У лютому 1964 року він був призначений музичним керівником в соборі Св. Петра в Регенсбурзі, тим самим ставши хормейстером кафедрального хору «Regensburger Domspatzen». Будучи директором цього хлопчачого та чоловічого хору, Ратцинґер провадив запис численних творів (наприклад, Йоганна Себастьяна Баха «Різдвяна ораторія» та мотети, Генріха Шютца «Psalmen Davids»), концертні гастролі (серед інших до США, Скандинавії, Канади, Тайваню, Японії, Ірландії, Польщі, Угорщини та Ватикану, а також щорічний тур по Німеччині) та літургійну діяльність хору. В 1976 році хор відзначив своє 1000-річчя.
У 1977 році Ратцинґер диригував хором при висвяченні свого брата Йозефа на архієпископа Мюнхена та Фрайзінга. Хор співав на честь королеви Єлизавети II під час її державного візиту в 1978 році та під час візиту папи Івана Павла II до Мюнхена у 1980 році; також давав концерт для державних гостей на саміті НАТО в 1982 році під егідою тодішнього президента Німеччини Карла Карстенса.
На 80-й день народження о. Ґеорґа Ратцингера, 15 січня 2004 року, тодішній єпископ Регенсбурга Ґергард Людвіг Мюллер призначив його почесним професором Вищої школи сакральної музики в Регенсбурзі. В урочистості взяв участь брат ювіляра, тоді ще префект Конгрегації віровчення, кардинал Йозеф Ратцингер. Від 2008 року о. Ґеорґ — почесний громадянин Кастель-Гандольфо, де розташована літня резиденція пап.
У 2010 році Ратцинґер заявив, що буде готовий дати свідчення щодо розслідування заяв про зловживання у хорі «Regensburger Domspatzen» у Німеччині. Регенсбургська єпархія заявила, що колишній співак висунув звинувачення у сексуальних зловживаннях на початку 1960-х років, передуючи знаходженню Ратцинґера у 1964–1994 роках. Часопис «Шпіґель» повідомляв, що терапевти в регіоні лікують декількох можливих жертв з хору.

## Пізніше життя
Ратцинґер пішов з посади директора хору в 1994 році й був каноніком у Регенсбурзі з 25 січня 2009 року. В 2005 році під час візиту до брата до Риму симптоми серцевої недостатності та аритмії призвели до короткого прийому в поліклініку університету імені Агостіно Гемеллі.
Ґеорґ Ратцинґер помер 1 липня 2020 року на 96-му році життя у Регенбурзі. За чотири дні до того його ще один раз провідав його брат Бенедикт XVI. Це були перші відвідини Папи-емирита за кордоном після зречення престолу. Ґеорґ Ратцингер не був похований на сімейній ділянці Ратцингерів у Цігетсдорфі. Місцем його поховання було визначено ділянку, що належить фундації кафедрального хору «Регенсбурзькі горобчики» на католицькому цвинтарі в Регенсбурзі, де й був похований колишній диригент хору «Регенсбурзькі горобчики».

## Відзнаки та нагороди
- Значок чорної рани (1944)
- Залізний хрест 2-го класу (1944)
- Капелан Його Святості (1967)
- Прелат Пошани Його Святості (1976)
- Хрест заслуги на стрічці ФРН (1981) (Bundesverdienstkreuz)
- Баварський орден «За заслуги» (1983)
- Хрест заслуги 1-го класу ФРН (1989 р.)
- Апостольський протонотар (23 жовтня 1993 р.)
- Великий Хрест заслуги ФРН (1994 р.)
- Австрійський Хрест Пошани з науки та мистецтва, 1-й клас (2004)[17]
- Почесний громадянин Кастель Гандольфо (2008)
- Великий Хрест ордена «За заслуги» Італійської Республіки (2009)[18]
- Премія Fondazione Pro Musica e Arte Sacra (Римський фонд духовного мистецтва та музики, 2010 р.)